# Henri Chopin
Henri Chopin (Parigi, 18 giugno 1922 – Londra, 3 gennaio 2008) è stato un poeta e artista francese.

## Biografia
Henri Chopin è stato uno dei pionieri della “poesia sonora”. Nella seconda metà degli anni Cinquanta utilizza i primi magnetofoni a nastro commerciali per effettuare registrazioni sperimentali in cui deforma la voce con variatori di velocità, echi e riverberi. La voce del poeta, così manipolata, è alla base di composizioni che egli chiamerà “audio-poèmes”.
A partire dagli anni Sessanta realizza “poesie sonore” applicando la tecnica della registrazione multipista.
Nel 1958 fonda a Parigi la rivista “Cinquième Saison”, che nel 1964 diventa “OU-Cinquième Saison”. La testata accoglie in ciascun numero un LP di “poesia sonora”. I dischi pubblicano le opere dei importanti poeti dediti a questo tipo di sperimentazione sonora; tra questi l'artista e poeta dadaista Raoul Hausmann, William S. Burroughs, Brion Gysin, François Dufrêne, Gil J. Wolman, Bernard Heidsieck.
Si occupa anche di “poesia concreta”, di grafica e di arti visive. I suoi “dactylopoèmes” sono accolti con molto interesse nell'ambito del “concretismo” internazionale. Alcune sue opere figurano nel volume “An antology of Concrete Poetry”, a cura di Emmett Williams (Something Else Press, New York, 1967).

## Opere e discografia
- Croquis, (1952-1954), livre unique
- Signes, Caractères, 1957
- Chants de nuit, Tour de Feu, 212 ex, 1957
- Présence, in Poésie nouvelle n°1, 1957
- L'arriviste, Hautefeuille-Caractères, 1958
- Poésie objective, Wetteren, avec James Guitet, 1960
- L'armoire, Praxis, Brésil, 1963
- Ptères, « Ou », avec Paul-Armand Gette et Bernard Heidsieck, 31 ex, 1965
- Indicatif II, avec John Furnival, 31 ex, 1966
- Le magnétophone blanc, avec John Furnival, 31 ex, 1966
- Feu triomphant, avec Bernard Aubertin, 22 ex, 1967
- Festival de Fort Boyard, Punto, avec Blaine, Bertini, Beguier, Berni, Nikos, Wolman, 1020 ex, 1967
- Bodel'air, avec Bertini, livre unique, 1967
- Vivre pour vivre, tiré à part de l'ACR, ca. 40 ex, 1971
- Le dernier roman du monde, Cyanuur, Belgique, avec un 45 Tours, 1150 ex, 1971
- Le cimetière, Fagne, Belgique, 351 ex, 1972
- Henri Chopin dans l'Essex, catal, Les Contemporains, 350 ex, 1972
- Trois graphistes, Brunidor, avec John Furnival et Tom Phillips, 1972
- Ceolfrith 18, Ceolfrith Press, 600 ex, 1972
- You've got to laugh, tiré-à-part, 1973
- Tube, Londres, 75 ex, 1973
- Henri Chopin Portfolio, Ottezec, avec Charmoy, Burroughs, 1974
- A propos de OU, Veys, Belgique, 1974
- Graphic, objective and other poems, catalogue, Whitechapel Arts Gallery, Londres, 1974
- Dinamisme integral, Poesia sonora, avec Maurizio Nannucci, Mon, Jandl, Cbs, Milano 1975
- Le silence lance l'air, Napoli Visual Center, 200 ex, 1975
- Chronique 1974, « Ou » n°5, 500 ex, 1975
- Portrait des 9, Anvers, Guy Schraenen, 480 + 22 ex, 1975
- Ecarts de Bal, Guy Schraenen, 18 ex, 1975
- The cosmographical lobster, Gaberbocchus, Londres, 1976
- Sur Paul Neuhuys, Collection Ou n° 7, avec Paul Neuhuys, 1977
- Parallélisme, avec Gianni Bertini, ex unique, 1977
- Portfolio Chopin, Ed. Ottezec, 1978
- Depuis 1964, la revue Ou... , Supplément Ou n°45, 1225 ex, 1979
- Poésie sonore internationale, J.M. Place, avec 2 K7, 1979
- Concerto en Zhopin mineur, Artista, 37 ex, 1982
- Typewriter poems, Hundertmark, 500 ex, 1982
- Portfolio avec timbres postes, Ottezec, avec Cozette de Charmoy, 2 ex, 1982
- Enluminures, Morra, Naples, 1984
- La conférence de Yalta, Morra, Naples, 1984
- Entretiens sur Michel Seuphor, Klincksieck, tiré-à-part, 1986
- Petit livre des riches heures signistes, Galerie Donguy, 1040 ex avec 45 Tours, 1987
- Passementeries, Ottezec, 100 ex, 1987
- Henri Chopin, Galerie Brigitte Schehadé, 1987
- Henri Chopin / Poesia Sonora, Studio Sant'Andrea, Milano, 1989
- Portfolio Ottezec n°1, Ottezec, avec Ackermann, Boussand, Corfou, Charmoy, 150 ex, 1989
- Graphèmes en vibrance, Petits Classiques du Grand Pirate, 450 ex, 1990
- Henri Chopin, Picaron, 1990
- Mil 1000 mille dates, In-Octavo, 523 ex, 1990
- Astre et Masquev, avec Bertini, livre unique, 1990
- Squelette du verbe et alentours, Lafabrie, 75 ex, 1990
- Poème froufroutant électronique, Iô, 1991
- Alphabet pour un gratte ciel, 27 ex, 1991
- L'esperluette et le couillard, Rougier, 1991
- Des livres, Espagnon-Le Bret, 1991
- Les hippocampes noirs, Estompa Ediciones, Madrid, 1991
- Le homard cosmographique / La crevette amoureuse, Morra, Naples, 1992
- La folle follie des follies, Despalles, 60 ex, 1992
- Tuer. Verbe. Art, ContrePlan, 60 ex, 1992
- HC / posters, prints, typerwriter poems, publications and soundworks, Australie, 1992
- Les riches heures de l'alphabet, Traversière, avec Paul Zumthor, Paris, 1992
- Le marché tout vert, Rougier, 1993
- - & + , Voix, 210 ex, 1993
- L'écriture à l'endroit, Sixtus, 200 ex, 1993
- Revue Ou – « Ou », 1000 ex, 1993
- Hors-l'or, Cahiers de nuit, 1994
- Rire, Derrière la salle de bains, 1996
- Sonic memory, Norwich Gallery, 1998
- Notes au soleil / Canto solaire, Traversière, 2000
- Luce lune, Traversière, 2001
- Panorama, Ottezec, 2001
- Les portes ouvertes ouvertement, Voix, avec un CD, 500 ex, 2001
- Mirage des 27, Studio Morra , Naples, 2001
- Réalité sonore, Zhor, 500 ex, 2001
- La marche de la mort, Voix, 30 ex, 2002
- J'ose ! – défier-, Ed. Francesco Conz, 1070 ex, 2002
- Le grand monde de la grande poésie, le corridor bleu, 500 ex, 2004
- La danse des tonneaux roulants et brisés, ERRATUM hors série #1 - ERRATUM MUSICAL, 1000 ex, 2004
- La poésie échappée, Voix, 300 ex, 2005
- Monsieur Feu Aÿ et Madame Feue F... , Ikko, 150 ex, 2005
- Rencontre avec Altagor, le Farfadet, 12 ex, 2005
- Graphe-Machines, Ikko, 2005
- Magnifique lumière de la fortune, Derrière La Salle de Bains, 2005
- Graphpoemesmachine, Zero Gravita, Biella, 2006
- Le silence lance l'air, avec Jean-Noël LASZLO, 10 ex, Toulon, 2008

## Trasmissioni radiofoniche su Henri Chopin
- Arts, créations, méthodes di Georges Charbonnier, France Culture, 1972
- Musique Plurielle di Georges Charbonnier, France Culture, 1976
- Poésie Ininterrompue di Claude Royet-Journoud, France Culture, 1977
- Atelier de création Radiophonique di René Farabet, France Culture, 1987
- Atelier de création Radiophonique de A à Z, Zumthor, Chopin di René Farabet, France Culture, 1992
- Entretien avec Henri Chopin par le poète Vincent Barras sur Radiophonic.org, 2003
- Henri Chopin, la sonore di Frédéric Acquaviva, France Culture, 2005